# Cees Andriesse
Cornelis Dirk (Cees) Andriesse (Leeuwarden, 21 december 1939) is een Nederlandse natuurkundige, schrijver en wetenschapshistoricus.

## Opleiding
Na zijn gymnasiumjaren in Leeuwarden studeerde Andriesse natuurkunde aan de Technische Hogeschool Delft, waarbij hij zich specialiseerde in stralingsfysica. In 1969 promoveerde hij op een proefschrift over de verstrooiing van neutronen aan gasvormig argon, waarna hij een onderzoeksprogramma op gang bracht ter bepaling van de kracht tussen edelgasatomen.

## Onderzoek
Vervolgens werkte hij bij de Kapteyn Sterrenwacht in Roden, onderdeel van de Rijksuniversiteit Groningen. In 1978 berekende hij als eerste de straling van interstellair stof met een fluctuerende temperatuur. Pas na de eeuwwisseling kon uit infrarood-waarnemingen in de ruimte worden afgeleid dat het door hem berekende spectrum karakteristiek is voor alle sterrenstelsels. In 1979 kwam hij met een theorie voor het massaverlies van sterren.

### Fluctuatietheorie
Klassiek zijn er twee verklaringen voor het massaverlies van sterren door sterwind. Bij sterren met een grote lichtsterkte is stralingsdruk de drijvende kracht; bij zwakkere sterren als de zon wordt de sterwind gedreven door mechanische effecten als schokgolven of magnetische velden. Tot welk niveau de sterwind aanzwelt, is afhankelijk van toevallige eigenschappen van het mechanisme. De sterkte van de wind is niet eenvoudig in verband te brengen met de basiseigenschappen van de ster (massa, straal, lichtsterkte).
De fluctuatietheorie van Andriesse is op te vatten als een omhullende om de twee genoemde theorieën. Om welke theorie die omhullende heenzit, doet er niet zoveel toe, mits dat mechanisme aan bepaalde eisen voldoet. Zo moet de sterwind de vorm hebben van pufjes die dusdanig uitgesproken zijn, dat ze het evenwicht van de ster als geheel aantasten. Pas na herstel van het evenwicht kan een volgend pufje plaatsvinden.
Andriesses fluctuatietheorie weet wel een verband te leggen tussen de sterkte van de sterwind en de basiseigenschappen van de ster. Omhullende theorieën zoals deze zijn in de sterrenkunde echter ongebruikelijk. Ook denkt men fluctuaties eerder weg, dan ze als uitgangspunt te nemen. Toen de fluctuatietheorie, die Andriesse nog steeds als zijn beste prestatie beschouwt, onvoldoende aansloeg, verliet hij in 1980 teleurgesteld de sterrenkunde.

### Kernenergie
Hij ging bij de KEMA in Arnhem onderzoek doen naar de veiligheid van kernreactoren. In dat kader deed hij onder andere smelt-experimenten met kleine hoeveelheden radioactieve splijtstof. In deze periode vond in 1986 de kernramp van Tsjernobyl plaats. Wat Andriesse met grote voorzichtigheid op miniatuurschaal in een beveiligd laboratorium deed, gebeurde daar in het groot aan de buitenlucht. Voor het Internationaal Atoomenergieagentschap besprak hij de evidentie dat ook bij hoge temperatuur de meeste splijtingsprodukten in de reactor achterblijven en waarom dat zo is.

## Hoogleraar
In 1989 werd Andriesse buitengewoon hoogleraar in de elektriciteitsvoorziening aan de Rijksuniversiteit Utrecht, betaald door de KEMA. Er ontstond ophef, toen hij zich in de ogen van de KEMA te negatief uitliet over de veiligheid van kerncentrales. Uiteindelijk ontsnapte hij aan het conflict door in Utrecht gewoon hoogleraar energiefysica te worden. In die functie zocht hij onder andere uit, waarom planten veel minder energie uit zonlicht kunnen halen dan zonnecellen. De aan- en afvoer binnen plantencellen bleek de beperkende factor. Voor het ECN deed hij onderzoek naar de Hogetemperatuurreactor. In 2002 ging hij met emeritaat. Daarna was hij nog actief bij het Instituut voor de Geschiedenis en Grondslagen van de Wiskunde en Natuurwetenschappen (IGG) van de Universiteit Utrecht.

## Publiek debat
Andriesse heeft zich vele malen in het publiek debat gemengd. Zo wees hij eind 2002 op de mogelijkheid dat de kernreactor in Petten bij een breuk van de koelwaterleiding kon ontploffen en bekritiseerde hij een paar jaar later de manier waarop het bedrijf Urenco omging met radioactief afval. Eind 2007 nam hij het op voor de Nobelprijswinnaar Peter Debye, toen er twijfels waren gerezen over diens gedrag in nazi-Duitsland.

## Boeken
Na zijn veertigste is Andriesse voor een algemeen publiek gaan schrijven. In zijn romans neemt hij afstand van de exacte wetenschap en roept hij op een dichterlijke, vaak grillige manier beelden op van een ontregelde wereld. Van zijn historische werken kreeg het eerste, "Titan kan niet slapen", een plaats op de longlist voor de AKO Literatuurprijs van 1994.
"De opstand" (2003) verplaatst de lezer naar de Universiteit van Franeker op het einde van de achttiende eeuw; hoofdpersoon aldaar is de hoogleraar Gadso Coopmans (1746-1810), aanhanger van de Patriotten. In 1787 wordt Coopmans gedwongen zijn academische vrijheid op te geven. Hij ziet geen andere mogelijkheid dan te vluchten.

### Romans
- Een boudoir op Terschelling, roman, uitgeverij Contact, Amsterdam, 1987, gebrocheerd, 118 bladzijden, ISBN 978-90-254-6764-7
- Het hemelse landschap, novelle, uitgeverij Contact, Amsterdam, 1989, paperback, 89 bladzijden, ISBN 978-90-254-6808-8
- De opstand, historische roman, uitgeverij Contact, Amsterdam, 2003, paperback, 206 bladzijden, ISBN 90-254-2169-5
- Urania of de werkelijke wereld, roman, uitgeverij Contact, Amsterdam, 2009, paperback, 127 bladzijden, ISBN 978-90-254-3062-7
- Alsnog een portret voor Heinsius – Geschiedenis van de Vrede van Utrecht, Historische roman, Walburg Pers, Zutphen, 2011, paperback, 224 bladzijden, ISBN 978-90-57-30766-9.

### Essays
- De diefstal van Prometheus, essays, uitgeverij Contact, Amsterdam, 1985, paperback, 144 bladzijden, ISBN 978-90-254-6513-1
- In perspectief, een dozijn essays over energie, eerder verschenen in Energiespectrum, tijdschrift van het Energieonderzoekcentrum Nederland (ECN) tussen juni 1990 en oktober 1991, uitgegeven door ECN in december 1991, ISBN 90-375-0281-4

### Geschiedenis
- Titan kan niet slapen, biografie van Christiaan Huygens, Olympus Pockets, 2007, paperback, 416 bladzijden, ISBN 978-90-467-0139-3, derde druk van de oorspronkelijke uitgave uit 1993
- De republiek der kerngeleerden, over de geschiedenis van de kerncentrale Petten van 1962 tot 1984, uitgeverij Betatext, Bergen (Noord-Holland), 2000, gebonden, 272 bladzijden, ISBN 978-90-755-4105-2, bespreking
- Huygens, The Man Behind the Principle, wetenschappelijke biografie van Christiaan Huygens, Cambridge University Press, Cambridge, 2005, gebonden, 440 bladzijden, ISBN 0-521-85090-8
- Dutch Messengers, A History of Science Publishing 1930-1980, Brill, Leiden, 2008, gebonden, 291 bladzijden, ISBN 978-90-04-17084-1
- Het verborgen veld, Een nieuwe geschiedenis van de natuurkunde, uitgeverij Atlas Contact, Amsterdam, 2015, 189 bladzijden, ISBN 978-90-450-2891-0
- Zo is het, De bewijzen van Laplace, Epsilon Uitgaven, Amsterdam, 2019, xiv + 134 bladzijden, ISBN 978-90-5041-179-0

### Autobiografie
- Het melancholieke genie, autobiografie, uitgeverij Contact, Amsterdam, 2004, paperback, 189 bladzijden, ISBN 978-90-254-1949-3